# Fiorenzo Carpi
Fiorenzo Carpi (* 19. Oktober 1918 in Mailand; † 21. Mai 1997 in Rom) war ein italienischer Komponist und Pianist. Er ist bekannt für seine Filmmusik, etwa zu der Serie Pinocchio aus dem Jahre 1972.
Echter Name: Fiorenzo Carpi De Resmini

## Profil
Der in Mailand geborene Fiorenzo Carpi schloss sein Kompositionsstudium am Conservatorio di Musica „Giuseppe Verdi“ in Mailand ab. Carpi lernte Giorgio Strehler kurz nach dem Zweiten Weltkrieg kennen und begann 1947 bei Piccolo Teatro zu arbeiten, wo er Musik für über 120 Produktionen komponierte, darunter Goldonis Arlecchino und Il campiello, Shakespeares The Tempest, Pirandellos Giants of the Mountain, Tschechows The Cherry Orchard, Marivaux’ Insel der Sklaven und Goethes Faust.
Er arbeitete auch mit den Theaterregisseuren Vittorio Caprioli, Dario Fo, Vittorio Gassman und Eduardo De Filippo sowie mit verschiedenen Filmregisseuren, darunter Louis Malle, Peter Del Monte, Tinto Brass und Patrice Chéreau. Zu seinen TV-Credits gehört die Musik zu Comencinis klassischer Version von The Adventures of Pinocchio. Darüber hinaus komponierte er sowohl symphonische als auch Kammermusik.

## Filmografie (Auswahl)
- 1972: Pinocchio (Le avventure di Pinocchio) (Fernseh-Miniserie)
- 1975: Das Fleisch der Orchidee (La chair de l’orchidée)